# ريغو (علي جمال)
ریغو (بالفارسية: ریگو) هي مستوطنة تقع في إيران في قسم علي جمال الريفي.